# We Can Talk
We Can Talk è una canzone di The Band, incisa nel loro album d'esordio Music From Big Pink del 1968. È stata scritta da Richard Manuel e accompagnata dai tre principali vocalist del gruppo (Manuel, Levon Helm e Rick Danko) in turni quasi eguali, spesso al termine di ogni verso. Inizialmente concepita come pezzo basilare dei loro concerti (tra cui quelli celebri di Woodstock e dell'Isola di Wight), venne cancellata dalla scaletta nel 1971.

## Il brano
We Can Talk mostra delle parti frammentate di conversazioni tra i membri della Band. Levon Helm scrisse nella sua autobiografia che "era una canzone divertente che mostrava la reale maniera in cui ci parlavamo a vicenda, che comprendevano molte prese in giro e giochi di parole stupidi."

## Formazione
- Robbie Robertson - chitarra elettrica
- Garth Hudson - organo Lowrey
- Levon Helm - voce, batteria
- Richard Manuel - voce, pianoforte acustico
- Rick Danko - voce, basso elettrico